# Даунєне Тамара Вікторівна
Даунєне Тамара Вікторівна (22 вересня 1951) — радянська баскетболістка.
Олімпійська чемпіонка 1976 року.